# Amtsgericht Gebweiler

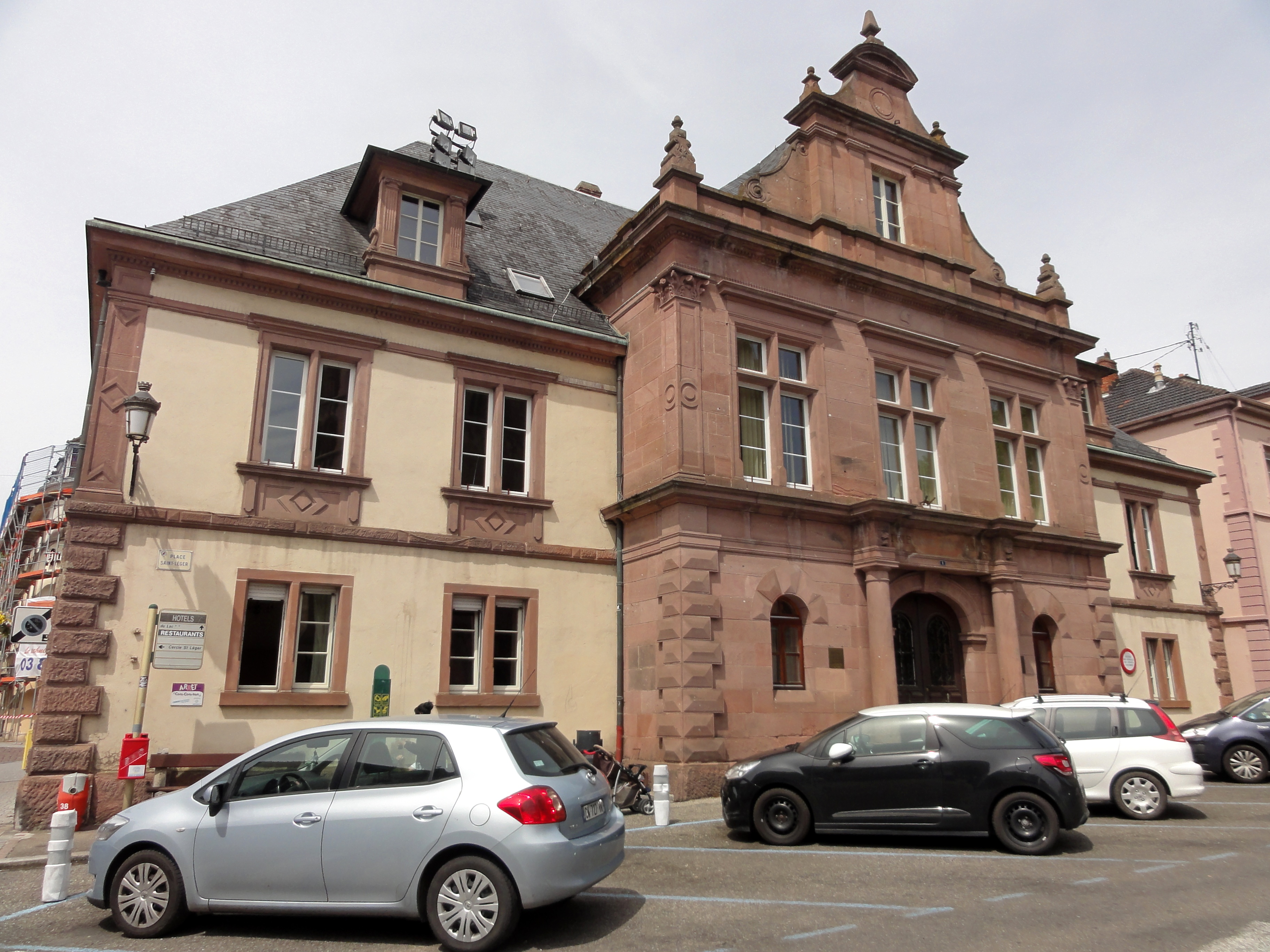
Gerichtsgebäude

Das Amtsgericht Gebweiler war ein deutsches Amtsgericht mit Sitz in Gebweiler in den Jahren 1879 bis 1918.

## Geschichte
Gebweiler im Elsass war Sitz eines französischen Friedensgerichts. Nach der Abtretung Elsass-Lothringens im Frieden von Frankfurt an das Deutsche Reich 1871 wurde die Gerichtsstruktur mit dem Gesetz, betreffend Abänderung der Gerichtsverfassung vom 14. Juli 1871 und der Ausführungsbestimmung hierzu vom gleichen Tag neu geregelt. Dabei wurden die Friedensgerichte beibehalten.
Im Rahmen der Reichsjustizgesetze wurden 1879 die Friedensgerichte im Reichsland Elsass-Lothringen aufgehoben und Amtsgerichte gebildet. Das Amtsgericht Gebweiler war dem Landgericht Colmar nachgeordnet.
Am Gericht bestand 1880 eine Richterstelle. Das Amtsgericht war ein kleines Amtsgericht im Landgerichtsbezirk.
Der Gerichtsbezirk umfasste 1895 den Kanton Gebweiler mit 101 Quadratkilometern und 23.344 Einwohnern und elf Gemeinden.
Nach der Abtretung Elsass-Lothringens an Frankreich nach dem Ersten Weltkrieg wurde das Amtsgericht Gebweiler als „Tribunal cantonal Guebwiller“ weitergeführt. Im Zweiten Weltkrieg wurde 1940 von der deutschen Besatzungsmacht die vorgefundene Gerichtsstruktur unter Verwendung deutscher Ortsnamen und Behördenbezeichnungen, hier also wieder als Amtsgericht Gebweiler, fortgeführt. Heute besteht das Tribunal d’instance Guebwiller.

## Gerichtsgebäude
Das Gerichtsgebäude wurde im Jahre 1879 gegenüber der Kirche errichtet. Architekt war August Hartmann. Seine heutige Adresse ist place Saint-Léger. Es steht unter Denkmalschutz.